# Harry Boot
Henry Albert Howard Boot(29 de julio de 1917 - 8 de febrero de 1983) Nació en Birmingham y asistió a la Escuela King Edward, Birmingham y la Universidad de Birmingham. Mientras trabajaba en su doctorado, estalló la guerra. Su profesor Mark Oliphant había visto el klystron en la universidad de Stanford pero produjo la energía insuficiente para ser útil como transmisor del radar. Él asignó a John Randall y Boot al problema. A finales de febrero de 1940, habían inventado el magnetrón de cavidad mucho más potente que se instaló en un radar experimental en mayo de 1940.  James Sayers refinó más tarde el magnetrón aún más lejos atando flechas cavidades alternas. Como con muchas invenciones británicas de este período, el magnetrón fue proporcionado gratuitamente a los Estados Unidos cuando entraron en la Segunda Guerra Mundial. Inicialmente Boot y Randall recibieron un premio de 50 libras cada uno por el magnetrón por "mejorar la seguridad de la vida en el mar", pero más tarde Boot, Randall y Sayers recibieron un premio de £ 36,000 en 1949 por su trabajo.  Después de un breve tiempo en British Thomson-Houston, Rugby, en los últimos años de la guerra, Boot regresó a Birmingham como el Nuffield Research Fellow. Después de algunos trabajos sobre física nuclear, Boot regresó a magnetrones y después de la guerra construyó un ciclotrón en Birmingham.  En 1948 se incorporó al Servicio Civil Científico y fue nombrado Oficial Científico Principal (PSO) en los Laboratorios de Investigación Electrónica de Servicios de Baldock, donde realizó investigaciones sobre microondas, magnetrones, física de plasma y láseres.  Disfrutaba de la navegación, siendo dueño de dos barcos en Salcombe, en Devon. Se retiró en 1977 y murió en Cambridge el 8 de febrero de 1983.
- Datos: Q3127792